# Niwki Nowe
Niwki Nowe – wieś w Polsce położona w województwie wielkopolskim, w powiecie kolskim, w gminie Chodów.
W latach 1975–1998 miejscowość administracyjnie należała do województwa konińskiego.

## Historia
Historia Niwek zaczyna się około 1870 roku, gdy zbudowano tu folwark oraz neoklasysyctyczny kompleks parkowo-dworkowy, który był własnością rodziny Jerzmanowskich. Niwki stanowiły majątek ziemski Jerzmanowskich do II wojny światowej. W czasach powojennych, po zmianie ustroju, folwark stał się własnością władzy ludowej, który stał się Państwowym Gospodarstwem Rolnym aż do 1989 roku. Po 1989 roku Niwki PGR i Niwki Wieś zostały przekształcone w jedną wieś o nazwie Niwki Nowe.